# Smaug
Smaug (лат.) — род ящериц из семейства поясохвостов. Обитает в Южной Африке. Выделен из рода Cordylus в 2011 году на основе комплексного молекулярно-филогенетического анализа семейства. Типовым видом рода является гигантский поясохвост.

## Этимология названия
Род был назван в честь дракона по имени Смауг, персонажа сказочной повести Дж. Р. Р. Толкина «Хоббит, или Туда и обратно». Подобно гигантскому поясохвосту, Смауг жил под землей и был покрыт прочной бронёй. Толкин родился в провинции Фри-Стейт, Южная Африка, где встречается гигантский поясохвост.

## Внешний вид и строение
Smaug — крупные ящерицы (очень крупные для поясохвостов), длина тела до 112—205 мм. Тело цилиндрической формы. Конечности умеренной длины, с полным набором пальцев. Спинные и хвостовые чешуйки увеличены и снабжены остриями. Затылочные шипы сильно увеличены. Носовые чешуйки не контактируют друг с другом. Язык частично или полностью пигментирован. Остеодермы распределены по всему телу.

## Размножение
Живородящие ящерицы. Самки приносят от 1 до 6 детёнышей.

## Виды
Род включает 8 видов:
- Smaug barbertonensis (Van Dam, 1921)
- Smaug breyeri (Van Dam, 1921)
- Smaug depressus (V. FitzSimons, 1930)
- Гигантский поясохвост[5] (Smaug giganteus) (A. Smith, 1844)
- Smaug mossambicus (V. FitzSimons, 1958)
- Smaug regius (Broadley, 1962)
- Smaug vandami (V. FitzSimons, 1930)
- Smaug warreni (Boulenger, 1908)

## Галерея
- Smaug breyeri
- Smaug barbertonensis
- Smaug depressus
- Smaug mossambicus, самец
- Smaug vandami
- Smaug warreni